# Kobaltová modř
Kobaltová modř (v originále कोबाल्ट ब्लू) je indický hraný film z roku 2022, který režíroval Sachin Kundalkar podle svého stejnojmenného románu z roku 2013. Snímek byl uveden dne 2. dubna 2022.

## Děj
Děj se odehrává v 90. letech 20. století. Rodina sourozenců Tanaye a jeho sestra Anuji pronajmou pokoj tajuplnému umělci. Oba sourozenci se do malíře zamilují. Následující události otřásou jejich tradiční indickou rodinou.

## Obsazení
| Prateik Patil Babbar | malíř               |
| Lovish Bhatia        | mladý Tanay         |
| Neil Bhoopalam       | profesor literatury |
| Anant Joshi          | Aseem               |
| Zacharia Katticaren  | hokejový trenér     |
| Geetanjali Kulkarni  | Sharada             |
| Gourav Manhas        | tanečník            |
| Nivya                | profesorka          |
| Vishnu Pisharady     | Tanayho přítel      |
| Shruti Pradeep       | Fathima             |
| Shishir Sharma       | Vidyadhar           |
| Anjali Sivaraman     | Anuja               |
| Yogesh Vyas          | Pandit              |